# City of Botany Bay
City of Botany Bay – jeden z 38 samorządów lokalnych wchodzących w skład aglomeracji Sydney, największego zespołu miejskiego Australii. Swoją nazwę czerpie od Zatoki Botanicznej, na której północnym brzegu jest położony. Obszar liczy 22 km² powierzchni i jest zamieszkiwany przez 35 993 osób (2006). 

## Geograficzny podział City of Botany Bay
- Banksmeadow
- Botany
- Daceyville
- East Botany
- Eastgardens
- Eastlakes
- Hillsdale
- Mascot
- Pagewood

## Galeria

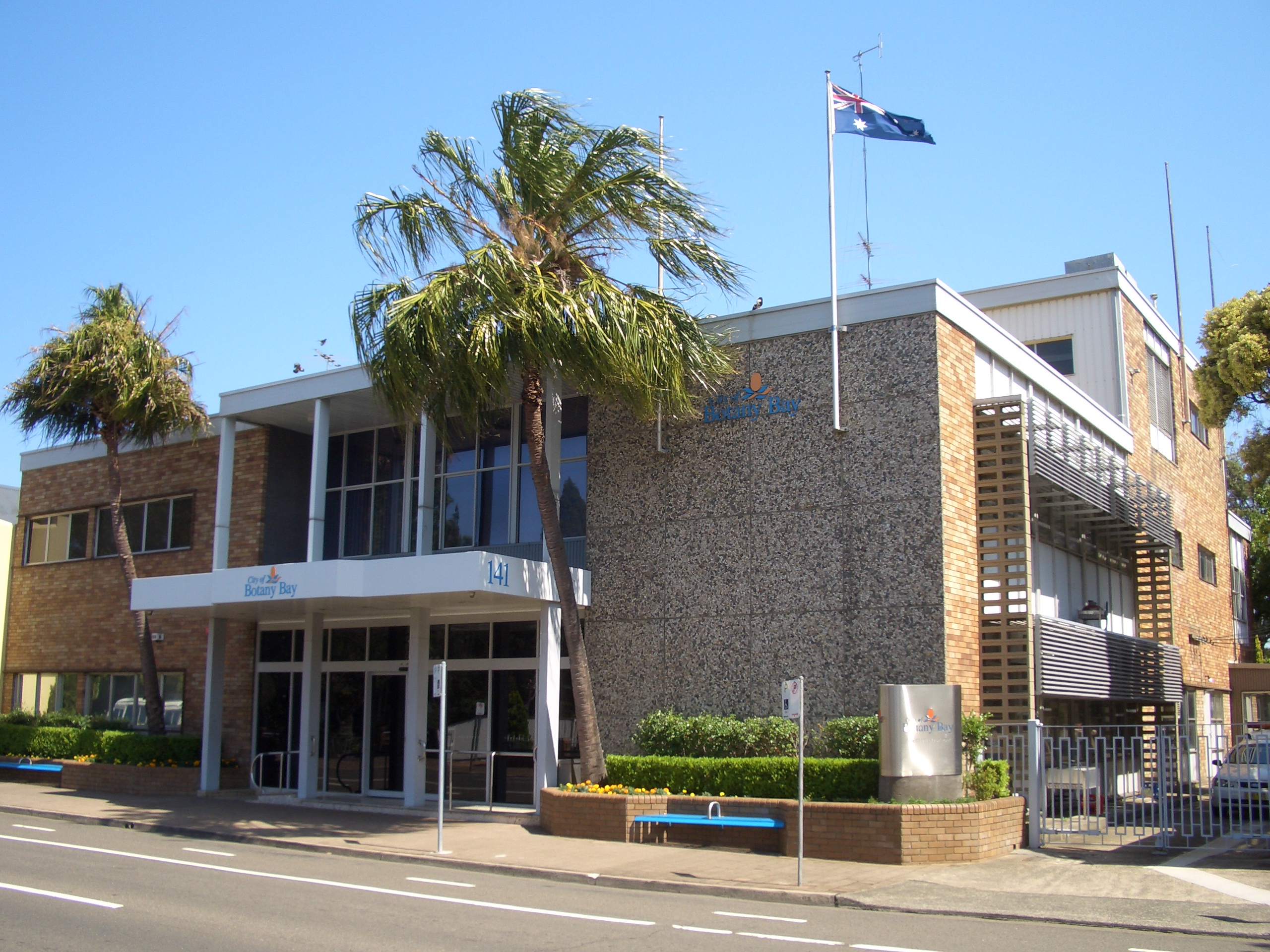
Ratusz City of Botany Bay
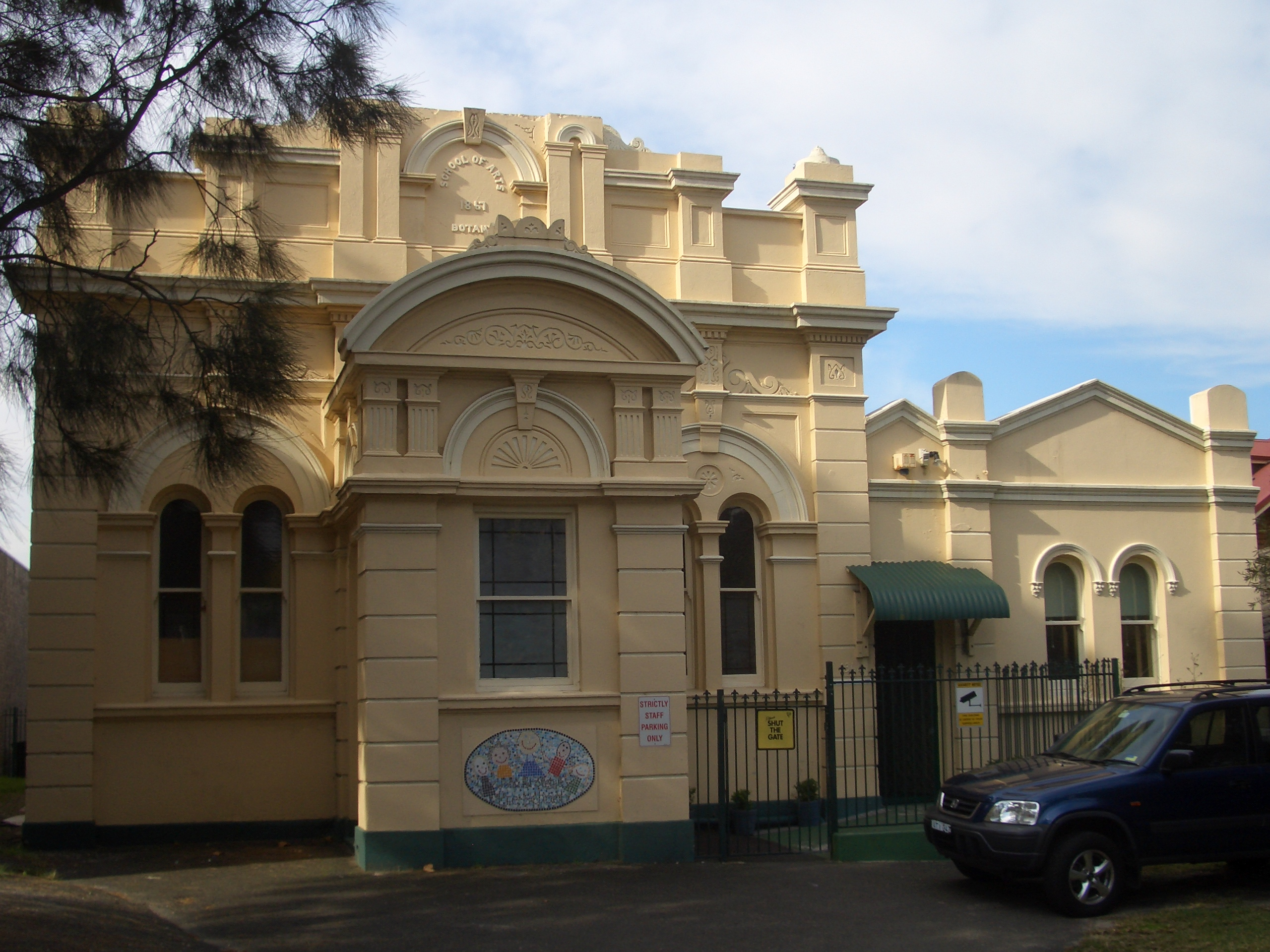
Szkoła Sztuk Pięknych
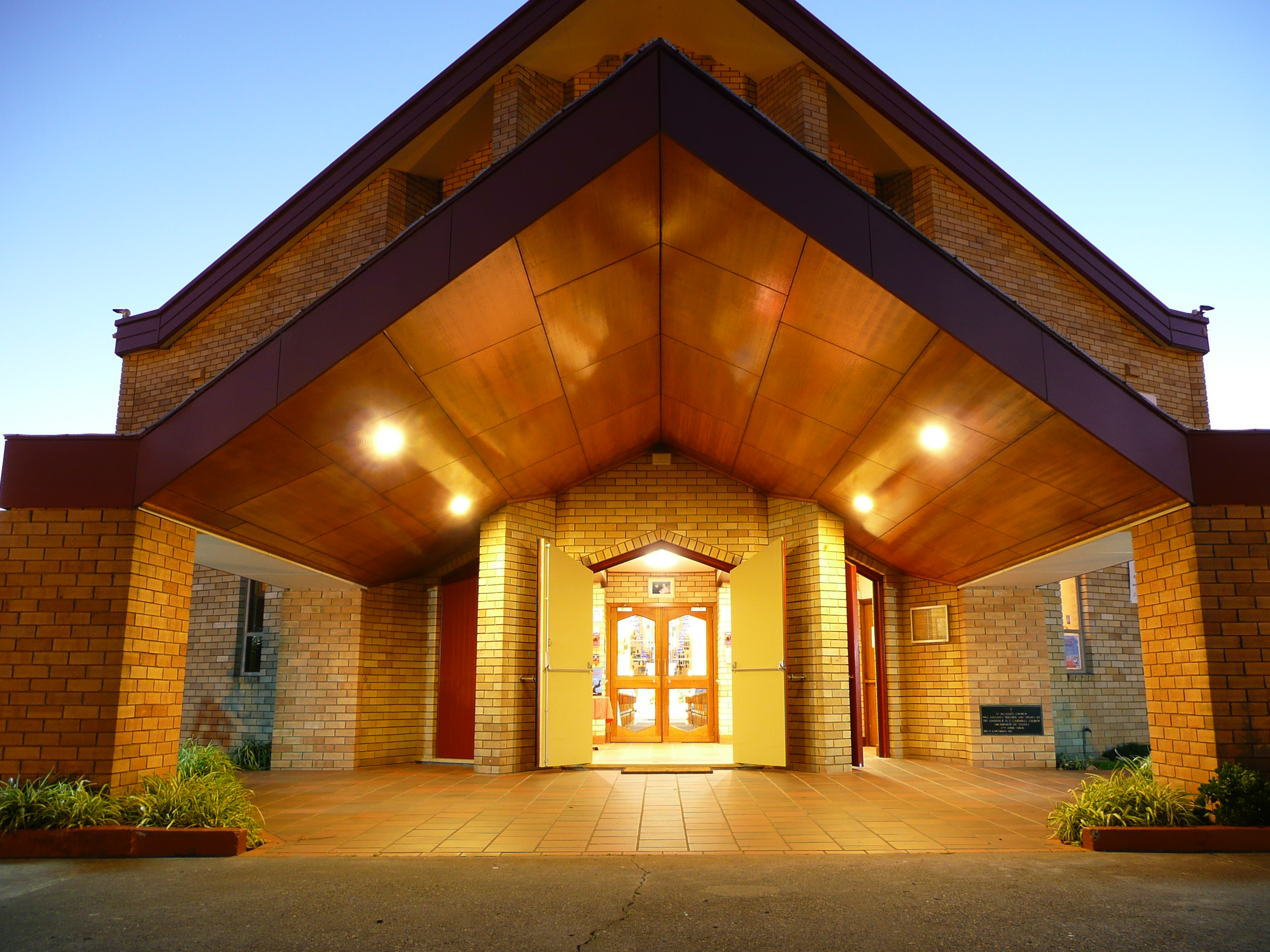
Katolicki kościół św. Michała
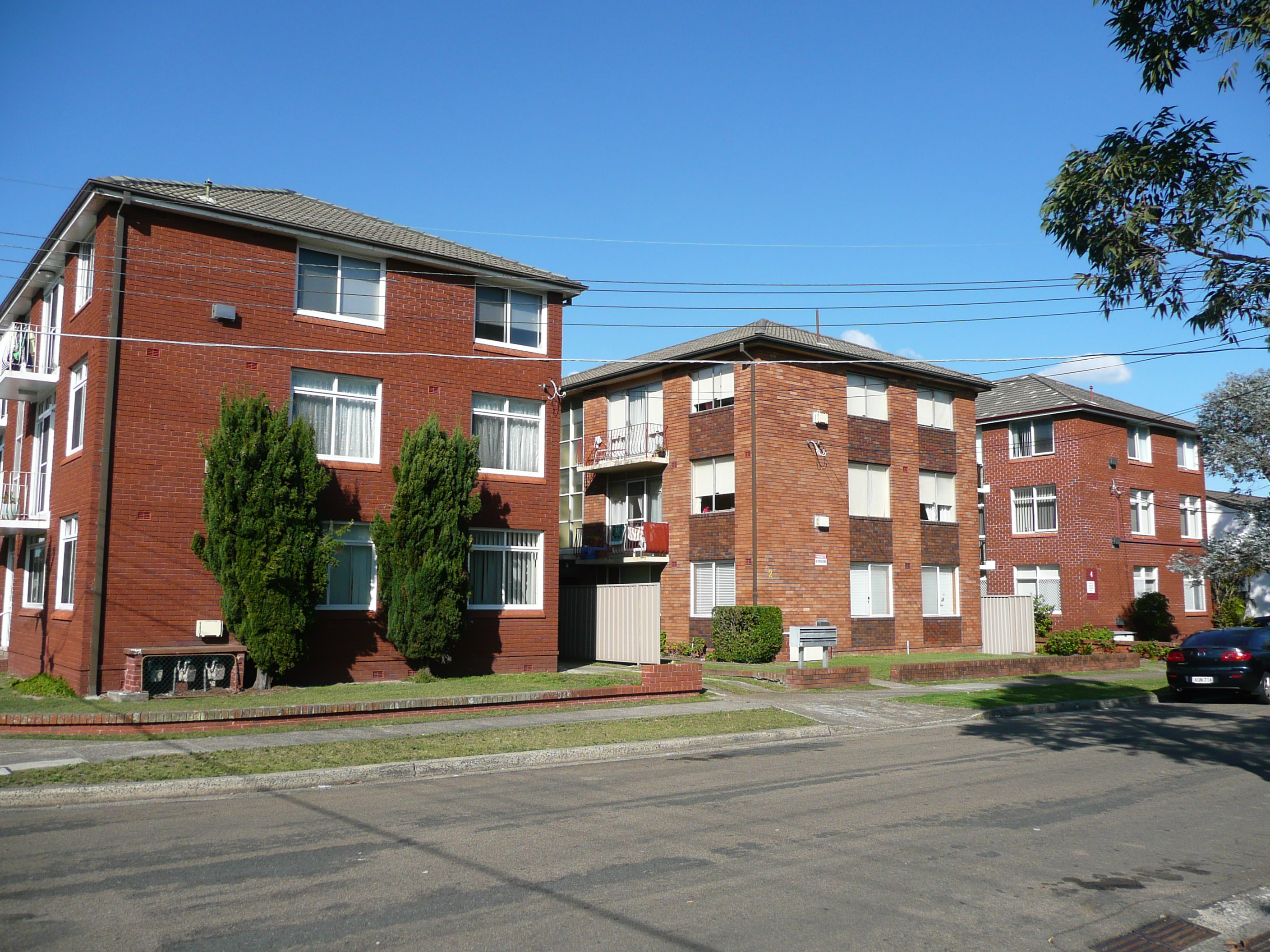
Typowa zabudowa mieszkaniowa